# منطقة القديس أوموبونو (روما)

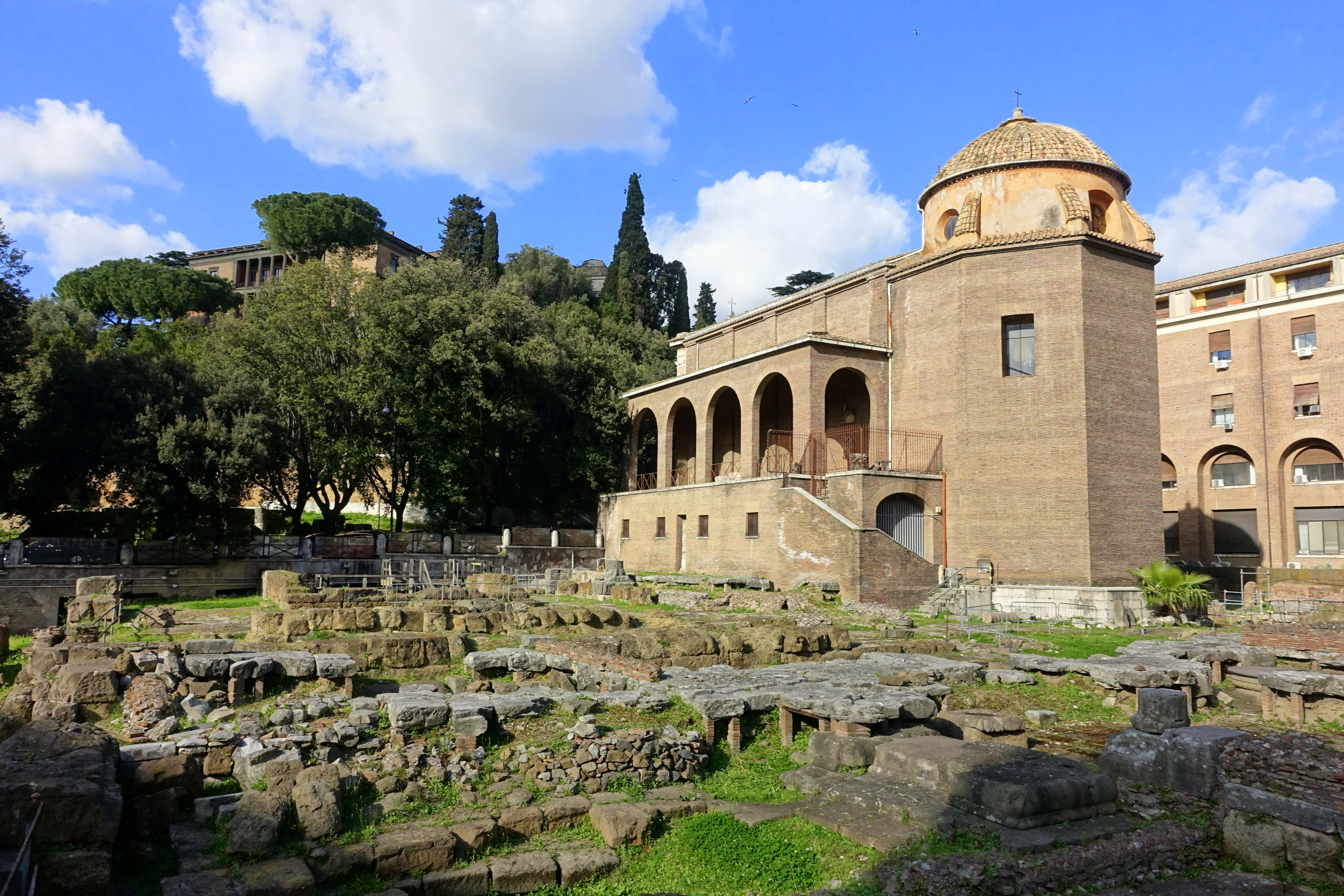
منطقة القديس أوموبونو الأثرية (روما)

منطقة القديس أوموبونو هي منطقة أثرية في روما، تم اكتشافها في عام 1937 بالقرب من كنيسة القديس أوموبونو، عند مبنى الكابيتول، والذي أعاد استكشافه من فهم تاريخ روما القديمة.و يضم معبدين، معبد فورتونا ومعبد ماتر ماتوتا .

## وصف الأثر

### المعابد الجمهورية

مخطط الحفريات

يربط شارع قرية فيكوس ايوجاريوس بين منطقة المنتدى الروماني وبين الميناء النهري على نهر التيبر.و في الربع الثاني من القرن السادس قبل الميلادي. أقيم في المنطقة معبدين توأمين وهما معبدي فورتونا وماتر ماتوتا.
مكان الموقع مهم بجوار الميناء للتأكيد على الأهمية التجارية المتزايدة لروما. ومعبد ماتر ماتوتا أقيم تخليدا لنجمة الصباح فوسفوروس المرتبطة بالملاحة واللتي وفقا للميثولوجيا الرومانية تنقذ السفن وتدل علي الملاحة البحرية وعلى غرار الألة إينو اليوناني أيضا، وبالتالي حظى المعبد بشعبية لدى البحارة والتجار الأجانب الذين كانو يترددون على الميناء. وبالتالي ساد الإعتقاد بأن التجارة التي جرت بين الرومان واليونانيين والإتروسكان والفينيقيين والقرطاجيين، كانت محمية من قبل الإلهين فوسفوروس وإينو، وبالموقع كذلك كلا من برجي لوكري وسامو.
وبالمعبدين تماثيل لحيوانات برية ملونة بالألوان المتوفرة: بني، أزرق، أحمر، أبيض وأسود. وعلاوة على ذلك، تم العثور على تمثالين من الطين، أحدهما يصور الإله هرقل (هيراكليس في الميثولوجيا الإغريقية ابن زيوس) والأخر لمينيرفا (إلاهة العقل والحكمة).

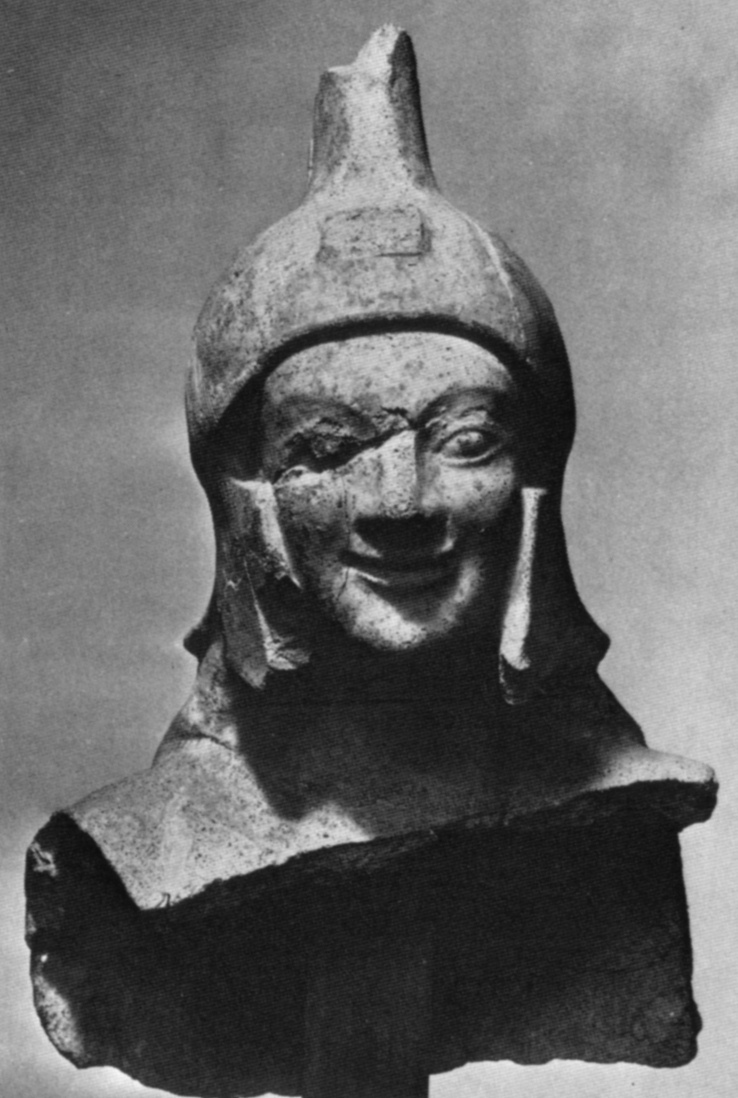
تمثال يعتقد أنة لمينيرفا (إلة العقل والحكمة غند الرومان)

أعيد بناء المنطقة بعد حوالي قرن في العصر الجمهوري لروما، ببناء منصة واحدة كبيرة مربعة، يبلغ طول كل جانب حوالي 47 مترًا وباتجاه متعامد تمامًا بين الشمال والجنوب.و أعيد بناء المعبدين التوأمين، وتم العثور على المذابح الخاصة بالمعبدين، واللتي على شكل حرف U .
تنسب المصادر إعادة الإعمار الثانية إلى كاميلو (ماركوس فوريوس كاميلوس)، حيث سجلتها في بداية القرن الرابع قبل الميلاد.، بعد الاستيلاء على فيو 396 ق م.
في عام 264 قبل الميلاد تم إعادة بناء الأرضية من قبل القنصل ماركو فولفيو فلاكو بعد غزو فولسيني . مع قاعدتين رباعيتي الزوايا وواحدة دائرية في الوسط، حيث تم وضع التماثيل البرونزية المنهوبة في المدينة الأترورية وفي حرم الاتحاد الأتروسكي، والتي قدرتها المصادر بحوالي ألفي قطعة.
أمام المعبدين، فوضعت فية أول قوسين للنصر متوجين بتماثيل مذهبة 196 ق م.
يعود أخر ترميم للمعابد في العصر الجمهوري الروماني إلى ما بعد حريق عام 213 قبل الميلاد..

### العصر الإمبراطوري

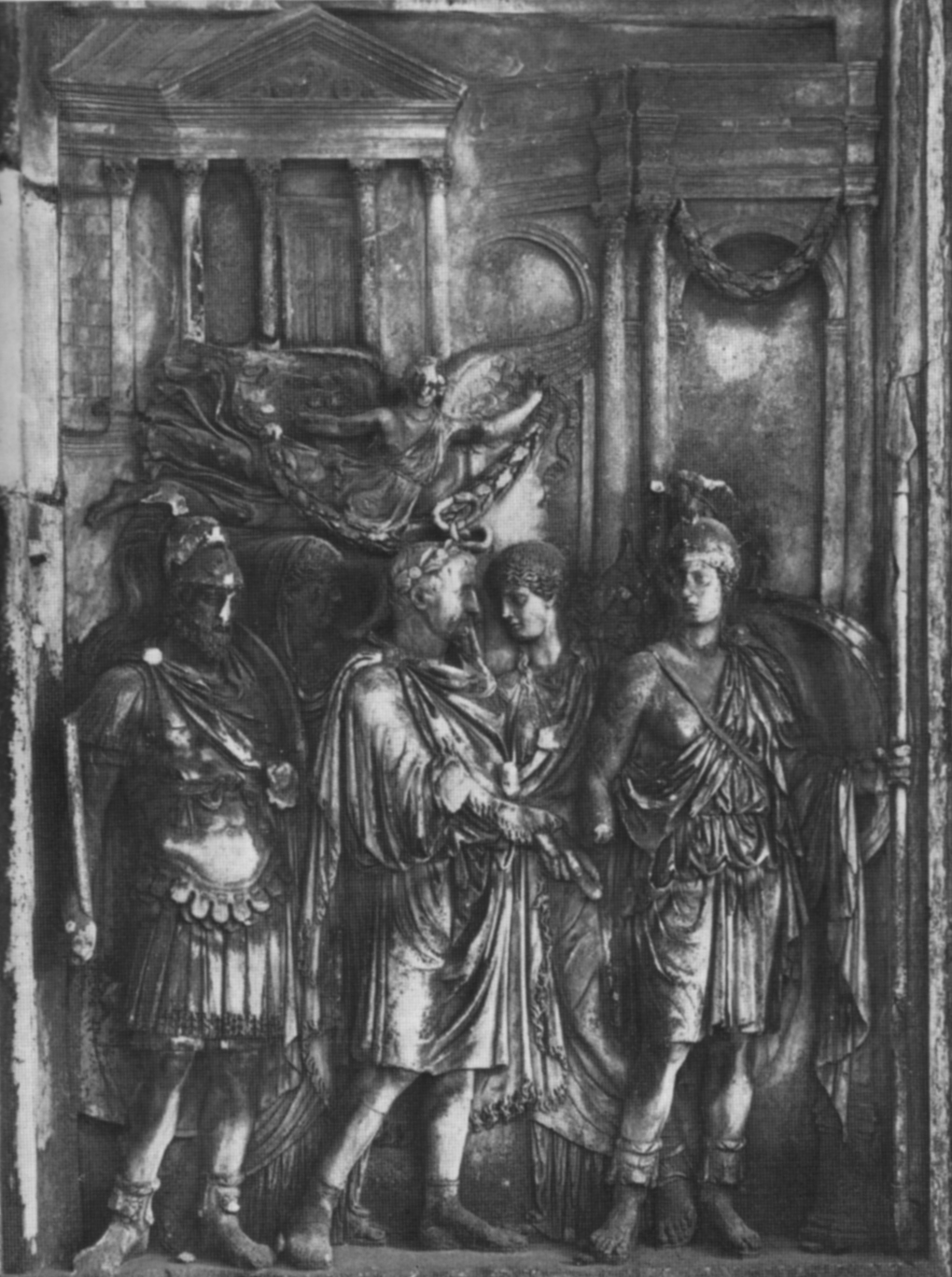
هادريان في قوس قسطنطين

يعود التعديل الأخير إلى زمن دوميتيان، مع إعادة بناء هادريان للمعبدين على هضبة من الحجر الجيري، وأعيد بناء قوس رباعي الوجوه في الوسط كان بمثابة بوابة النصر الجديدة، وكما يظهر أيضًا في بعض العملات المعدنية وفي نقوشين هادريان لقوس قسطنطين.

## الإكتشافات
مكنت الحفريات العميقة، من إعادة بناء تاريخ النصب ومراحله المختلفة، والتي يمكننا تلخيصها على هذا النحو:
المرحلة الأولى
وجود مذبح ولكن بدون مبنى عبادة. في المستوى الأثري المقابل للمرحلة الأولى، وتم العثور على نقش إتروساني قديم يعود تاريخه إلى نهاية القرنين السابع ومنتصف القرن السادس قبل الميلاد. ج.: وهي أقدم علامة على وجود إتروسكان في منطقة روما.
المرحلة الثانية
بناء أول معبد مخصص للأله ماتير ماتوتا، ينسب إلى الملك سيرفيوس توليوس (579 - 534 ق م.).
المرحلة الثالثة
إعادة بناء كاملة للمعبد، ربما بعد نشوب حريق، مع توسيع المنصة، واستبدال الطين بالحجارة، وخصص لبناء معبد للإلهة فورتونا. في نهاية القرن السادس ق م.
المرحلة الرابعة
بناء جسر فخم لحوالي 6 أمتار ورصيف بألواح من الكابلاتشيو الروماني، حيث تم بناء معبدين جديدين. وتم العثور على بقايا مصنوعات خزفية تعود إلى العصر البرونزي (القرنين الرابع عشر والثالث عشر قبل الميلاد).
المرحلة الخامسة
بناء أرضية جديدة من الرخام الأخضر وإعادة بناء المعبدين، في وسط المنطقة:
المرحلة السادسة
إعادة إعمار المنطقة بأكملها بعد حريق ذكره تيتوس ليفيوس عام 213 قبل الميلاد. ج.  وأرضيات جديدة في ألواح الطفلة الجبلية.
المرحلة السابعة
بناء أرضية من الحجر الجيري، في العصر الإمبراطوري، علي يد الإمبارطور دوميتيان، والطوب المحروق في فترة هادريان. وبناء القوس المزدوج رباعي الوجوه.

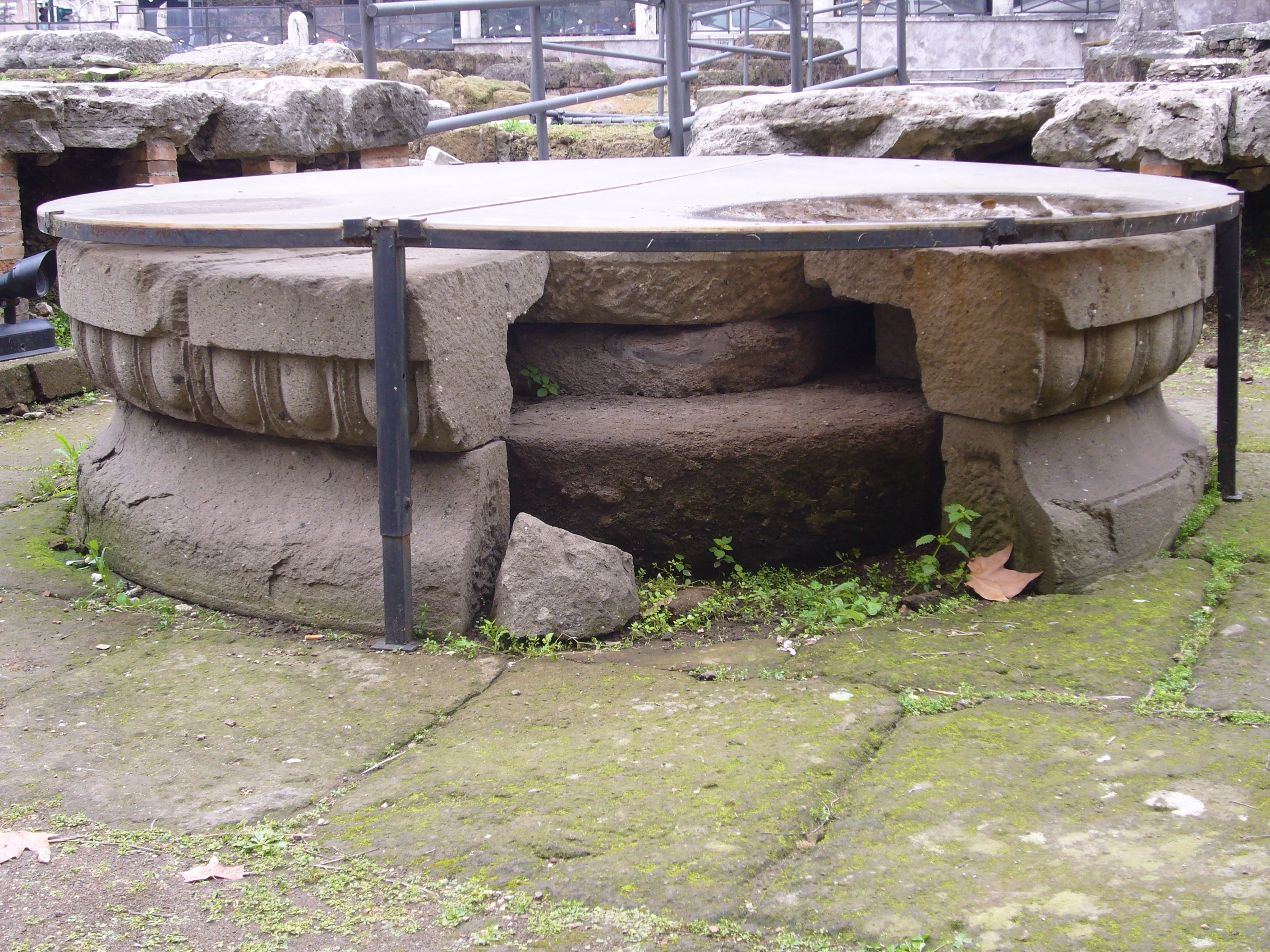
المذبح الروماني القديم
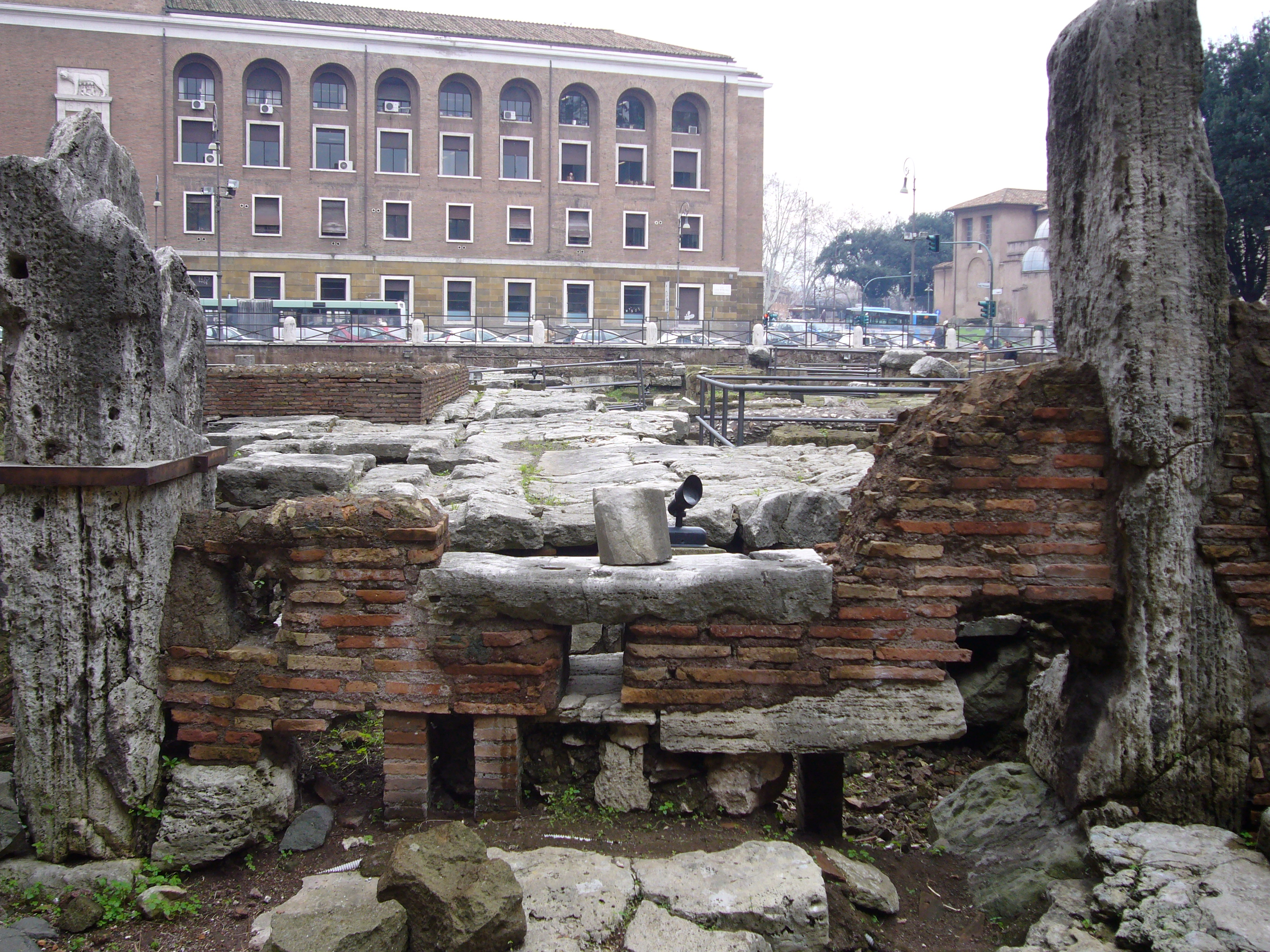
أرضيات من حجر الطفلة الأحمر

## فهرس
- - Filippo Coarelli, Guida archeologica di Roma, Arnoldo Mondadori Editore, Verona 1984.
  - Ranuccio Bianchi Bandinelli e Mario Torelli, L'arte dell'antichità classica, Etruria-Roma, Utet, Torino 1976.فيليبو كواريلي، الدليل الأثري لروما، Arnoldo Mondadori Editore ، فيرونا 1984.
- رانوتشيو بيانكي باندينيلي وماريو توريلي، فن العصور الكلاسيكية القديمة، إتروريا-روما ، أوتيت، تورين 1976.